# Hyalonema valdiviae
Hyalonema valdiviae är en svampdjursart som beskrevs av Schulze 1904. Hyalonema valdiviae ingår i släktet Hyalonema och familjen Hyalonematidae. Inga underarter finns listade i Catalogue of Life.